# 서영백
서영백(徐英伯, 1878년 ~ ?)은 대한제국 관료 출신 독립운동가 겸 의병장이다. 호(號)는 불은(佛恩)·산남(山南)·우석(雨石, 宇奭).

## 생애

### 주요 이력
경기도 강화군 서면에서 출생하였으며 지난날 한때 경기도 시흥군 군자면에서 잠시 유아기를 보낸 적이 있고 1899년 5월에서 1901년 8월까지 2년 3개월간을 대한제국 하급 관료(대한제국 경기도 연천군 전곡면 예하 면서기관)를 지낸 그는 1901년 8월에 대한제국 관료 직책을 사퇴 후 1902년에서 1903년까지 강원도 평강 지방과 강원도 철원 지방과 강원도 춘천 지방과 강원도 강릉 지방 도주 시절 변희재(卞禧宰)·김성환(金城煥)·이주호(李周湖)·강지원(康志園)이라는 가명을 사용하였다. 그 후 1908년 음력 정월 경기도 강화군 일대에서 김태의 의진(金泰宜 義陣)에 가담하여 의병 활동을 하다가 체포되어 종신징역형을 선고받았다.

### 초지진·광성보·덕진진 항쟁의 계보를 잇는 강화도 지방 항왜 의병 운동
참고로 강화도 지역 의병운동은 1907년 '정미7조약(丁未七條約)으로 대한제국의 군대가 해산 된 이후 본격화되었다. 1907년 8월 강화분견대(江華分遣隊)가 봉기한 뒤 강화지역의 의병운동은 섬에 남은 해산 군인들이 이어가는 가운데 1908년 봄이 되면서 활기를 띠기 시작하였다. 1908년 봄이 되면서 강화 지역에서도 크고 작은 의병부대와 의병장이 나타나기 시작하였다. 대표적인 의병장은 이능곤(李能坤),지홍일(池洪一),김봉기(金鳳基 또는 金龍基) 등이다. 강화도의 의병들은 30~40명 안팎의 부대를 형성하고 익숙한 지형과 서해의 독특한 조수 변화를 활용, 배를 타고 다니며 황해도 평산(平山),배천(白川),연안(延安)과 강화도의 인근 섬을 오가며 활동하였다. 황해도 일대에서 이름을 떨치던 이진룡,이근수,한정만 등과 협조 관련 체제를 구축하기도 하였다.
서영백은 1908년 음력 정월 의병장 김태의(金泰宜)의 부하로 들어가 의병 40여 명과 같이 병기를 휴대하고 강화군 내의 각 촌락을 다니며 군자금 모집 활동을 벌였다. 서영백 등은 1908년 음력 2월 강화군 북면 강호동(江湖洞) 이감찰(李監察)로부터 180원, 성치상(成致相)으로부터 170원, 장하동(長何洞)의 홍낙현(洪洛鉉)으로부터 170원 등의 군자금을 모집하였다.
이로 인해 체포된 서영백은 1908년 9월 29일 경성공소원(京城控訴院)에서 소위 내란죄(內亂罪)로 교수형을 선고받았고, 곧 상소하였으나 대심원(大審院)에서 기각되었다. 1909년 3월 11일을 기하여 내각회의(內閣會議)에서 무기징역형으로 감형 선고받았다.

## 서훈
대한민국 정부는 서영백 선생의 공훈을 기리고자 2011년 8월 15일을 기하여 건국훈장 애국장을 추서하였다.